# زومانژ
زومانژ (به فرانسوی: Zommange) یک کمون در فرانسه است که در Canton of Dieuze واقع شده‌است.

## خصوصیات
زومانژ ۶٫۳۴ کیلومترمربع مساحت و ۴۰ نفر جمعیت دارد و ۲۰۰ متر بالاتر از سطح دریا واقع شده‌است.